# حس خوب
«حس خوب»
با نام اصلی Feeling good ترانه‌ای نوشته آنتونی نیولی و لسلی بریکوس، آهنگسازان انگلیسی است برای موزیکالی در سال ۱۹۶۴.
بازخوانیِ ۱۹۶۵ این ترانه با صدای نینا سیمون در البوم تو را افسون کردم نسخهٔ مشهور این ترانه است.